# Politiske partier i Slovenien
Dette er en liste over politiske partier i Slovenien.
Slovenien har et flerpartisystem.
| Navn på Dansk                            | Navn                                       | Navn   | Partiformand       | Partiformand | Politiske position | Ideologi                                            | Nationalforsamlingen | Europa-Parlamentet |
| ---------------------------------------- | ------------------------------------------ | ------ | ------------------ | ------------ | ------------------ | --------------------------------------------------- | -------------------- | ------------------ |
| Slovenske Demokratiske Parti             | Slovenska Demokratska Stranka              | SDS    | Janez Janša        |              | Højrefløj          | Nationalkonservatisme Højrepopulisme                | 26 / 90              | 2 / 8              |
| Marjana Šarca Listen                     | Lista Marjana Šarca                        | LMŠ    | Marjan Šarec       |              | Centrum            | Socialliberalisme, Populisme                        | 14 / 90              | 2 / 8              |
| Socialdemokraterne                       | Socialni Demokrati                         | SD     | Tanja Fajon        |              | Centrum-venstre    | Socialdemokratisme                                  | 12 / 90              | 2 / 8              |
| Venstre                                  | Levica                                     | Levica | Luka Mesec         |              | Venstrefløj        | Demokratisk socialisme, Økosocialisme               | 8 / 90               | 0 / 8              |
| Ny Slovenien - Kristendemokraterne       | Nova Slovenija – Krščanski demokrati       | NSi    | Matej Tonin        |              | Centrum-højre      | Kristendemokrati, Konservatisme                     | 7 / 90               | 1 / 8              |
| Moderne Centrum Parti                    | Stranka Modernega Centra                   | SMC    | Zdravko Počivalšek |              | Centrum            | Socialliberalisme, Liberalisme                      | 5 / 90               | 0 / 8              |
| Alenke Bratušek Partiet                  | Stranka Alenke Bratušek                    | SAB    | Alenka Bratušek    |              | Centrum            | Socialliberalisme                                   | 5 / 90               | 0 / 8              |
| Sloveniens Demokratiske Pensionist Parti | Demokratična Stranka Upokojencev Slovenije | DeSUS  | Anton Balažek      |              | Enkeltsagsparti    | Pensionisters interesser                            | 4 / 90               | 0 / 8              |
| Slovenske Nationalparti                  | Slovenska Nacionalna Stranka               | SNS    | Zmago Jelinčič     |              | Højrefløj          | Nationalkonservatisme Euroskepticisme, Nationalisme | 3 / 90               | 0 / 8              |